# SMS B 97
B 97 – niemiecki niszczyciel z okresu I wojny światowej. Pierwsza jednostka typu B 97. Okręt wyposażony w cztery kotły parowe opalane ropą. Zapas paliwa 527 ton. Po wojnie przekazany w ramach reparacji wojennych do Włoch. Wcielony do Regia Marina pod nazwą Cessare Rossarol. Złomowany w 1939 roku.
Niszczyciele typu B 97: B 97, B 98, V 99, V 100, B 109, B 110, B 111, B 112.